# Jeunesse athlétique de Bougatfa
La Jeunesse athlétique de Bougatfa (JAB), également connue sous le nom de Jeunesse sportive de Bougatfa, est un club omnisports tunisien basé à Tunis et fondé en 1956 dans le quartier d'El Ouardia.
Doté d'une salle omnisports, le club joue un rôle important dans la formation des jeunes, surtout dans sa section de basket-ball.